# Ueli Rotach
Ueli Rotach ou Uli Rotach est un héros légendaire de l'histoire de la Suisse. 
D'origine appenzelloise, il serait mort lors de la bataille de Stoss en juin 1405 après avoir combattu, dos au mur, une douzaine d'assaillants autrichiens dans une grange. Rotach aurait été séparé des autres soldats confédérés et se serait retranché dans la bâtisse qui aurait été incendiée. Il se serait battu jusqu'au bout et aurait péri dans les flammes.
Son nom est mentionné pour la première fois en 1566 dans le bulletin annuel d'Appenzell . Cependant, ni les nouvelles du 19 juin 1405 à Saint-Gall, ni les inscriptions dans le livre blanc de Sarnen en 1470 et dans la chronique de Winterthour en 1530 ne font état d'un certain Ueli Rotach. 
Il a cependant été le sujet de plusieurs peintures, en particulier réalisées par Ferdinand Hodler ou Ludwig Vogel.